# Inmigración irregular en los Estados Unidos

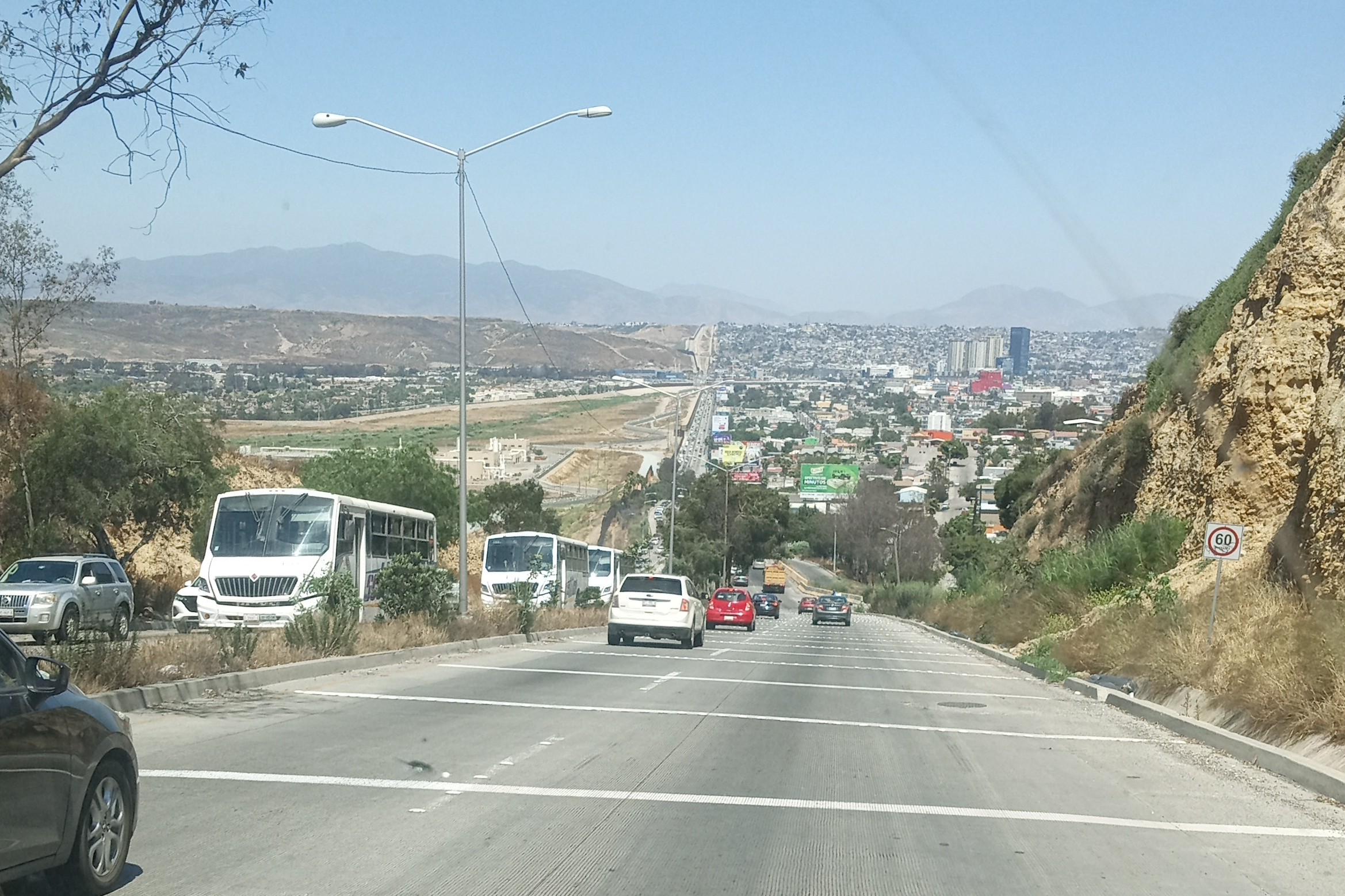
Frontera entre México y Estados Unidos (imagen)

La inmigración irregular a los Estados Unidos (también denominado como inmigración ilegal) es el proceso de emigrar a los Estados Unidos en violación de las leyes federales de inmigración. Puede incluir a los extranjeros que han entrado ilegalmente en Estados Unidos, así como a los que entraron legalmente pero se quedaron después de la expiración de sus visas, permiso de permanencia temporal (parole), estatus de protección temporal (TPS), etc. La inmigración ilegal ha sido un tema de intenso debate en Estados Unidos desde la década de 1980. 
Las investigaciones demuestran que los inmigrantes ilegales aumentan el tamaño de la economía estadounidense, contribuyen al crecimiento económico, mejoran el bienestar de los nativos, contribuyen con más ingresos fiscales de los que recaudan, reducen los incentivos de las empresas estadounidenses para deslocalizar trabajos e importar bienes producidos en el extranjero, y benefician a los consumidores al reducir los precios de los bienes y servicios. Los economistas estiman que la legalización de la población inmigrante ilegal aumentaría los ingresos y el consumo de los inmigrantes de forma considerable, e incrementaría el producto interior bruto de EE. UU.
Existe un consenso entre los académicos de que los inmigrantes ilegales cometen menos delitos que los nativos. Las ciudades santuario -que adoptan políticas diseñadas para evitar el procesamiento de personas únicamente por estar en el país de forma ilegal- no tienen un impacto estadísticamente significativo en la delincuencia, y pueden reducir el índice de criminalidad. Las investigaciones sugieren que la aplicación de la ley de inmigración no tiene ningún impacto en los índices de criminalidad. El endurecimiento de los controles fronterizos se ha relacionado con el aumento de los niveles de inmigrantes indocumentados en Estados Unidos, ya que los trabajadores indocumentados temporales que solían entrar en Estados Unidos para realizar trabajos de temporada se establecieron cada vez más permanentemente en Estados Unidos cuando los viajes regulares a través de la frontera se hicieron más difíciles.
La población de inmigrantes ilegales en Estados Unidos alcanzó su punto máximo en 2007, con 12,2 millones de personas y el 4% de la población total de Estados Unidos. Las estimaciones de 2016 situaban el número de inmigrantes no autorizados en 10,7 millones, lo que representaba el 3,3% de la población total de Estados Unidos. Desde la Gran Recesión, han salido de Estados Unidos más inmigrantes ilegales de los que han entrado, y los cruces ilegales de la frontera se encontraban en su punto más bajo en décadas hasta 2021, cuando se alcanzó el récord de 1,7 millones de personas que intentaron cruzar la frontera sur de forma ilegal. Desde 2007, el rebasamiento del visado ha representado una parte mayor del crecimiento de la población inmigrante ilegal que los cruces fronterizos ilegales, que han disminuido considerablemente desde 2000 hasta 2018. En 2018, el 52 % de los inmigrantes no autorizados procedían de México, el 15 % de América Central, el 12 % de Asia, el 6 % de América del Sur, el 5 % del Caribe y otro 5 % de Europa y Canadá. En 2016, aproximadamente dos tercios de los inmigrantes adultos no autorizados habían vivido en Estados Unidos durante al menos una década.

## Perfil y demografía
Desde los años noventa, se ha mantenido la tendencia en la que la inmigración ilegal supera a la llegada legal de migrantes. A pesar de que la mayoría de los inmigrantes ilegales se concentran en lugares en la que ya existen grandes comunidades hispanohablantes, ha venido creciendo el establecimiento de inmigrantes ilegales en el resto del país.
La población inmigrante no autorizada de Estados Unidos aumentó rápidamente de 1990 a 2007 antes de descender bruscamente durante dos años y estabilizarse en 10,5 millones en 2017. La estimación más reciente del Pew Research Center está muy por debajo de un pico de 12,2 millones en 2007, pero prácticamente triplica los 3,5 millones estimados en 1990. La estimación incluye a 1,5 millones o más de personas que tienen permiso temporal para permanecer en Estados Unidos a través de programas como la Acción Diferida para los Llegados en la Infancia (DACA) y el Estatus de Protección Temporal (TPS), así como a personas que esperan decisiones sobre sus solicitudes de asilo; la mayoría podría ser objeto de deportación si la política del gobierno cambiara.
Los inmigrantes mexicanos no autorizados ya no son la mayoría de los que viven ilegalmente en EE. UU. En 2017, 4,9 millones de inmigrantes no autorizados en EE. UU. habían nacido en México, mientras que 5,5 millones eran de otros países, la primera vez desde al menos 1990 que los de México (47% en 2017) no eran la mayoría del total. En 2007, se estima que 6,9 millones de inmigrantes no autorizados eran mexicanos y 5,3 millones habían nacido en otros países. La población de inmigrantes no autorizados nacidos en México disminuyó después de 2007 porque el número de inmigrantes no autorizados recién llegados de México se redujo drásticamente y, como resultado, fueron más los que abandonaron Estados Unidos que los que llegaron.
El número de inmigrantes no autorizados procedentes de países distintos de México aumentó entre 2007 y 2017, pasando de 5,3 millones a 5,5 millones. La población de inmigrantes no autorizados nacidos en América Central y Asia aumentó durante este periodo, mientras que las regiones de nacimiento de América del Sur y Europa experimentaron un descenso. No hubo un cambio estadísticamente significativo entre otras grandes regiones como el Caribe, Oriente Medio, África del Norte y el África subsahariana.
Una parte cada vez mayor de los inmigrantes no autorizados en Estados Unidos llegaron al país legalmente pero sobrepasaron la duración de sus visados. Casi todas las personas detenidas al intentar entrar ilegalmente en el país por la Frontera entre Estados Unidos y México proceden de México o Centroamérica. Esto contrasta con el origen de las personas que sobrepasan el visado.
La disminución de la llegada de nuevos inmigrantes no autorizados en los últimos años ha dado lugar a una población cada vez más asentada en EE. UU. Cerca de dos tercios de los inmigrantes no autorizados (66%) habían vivido en EE. UU. durante más de 10 años en 2017, frente al 41% de 10 años antes. Por el contrario, los inmigrantes no autorizados recién llegados (los que llevan cinco años o menos en Estados Unidos) representaban el 20% de la población inmigrante no autorizada en 2017, frente al 30% en 2007. Para los mexicanos, el patrón es aún más pronunciado. La gran mayoría (83%) de los inmigrantes no autorizados procedentes de México han estado en el país más de 10 años, mientras que solo el 8% ha vivido en Estados Unidos durante cinco años o menos.
Se estima que en enero de 2022 había 11,35 millones de inmigrantes ilegales en Estados Unidos, un aumento de 1,13 millones sobre los 10,22 millones de enero de 2021.

## Causas
Existen numerosos incentivos que atraen a los extranjeros a EE. UU. Sin embargo, la mayoría de los inmigrantes ilegales que van a EE. UU. lo hacen por mejores oportunidades de empleo, un mayor grado de libertad, evitar la opresión política, librarse de la violencia, el hambre y la reunificación familiar.
Las encuestas internacionales realizadas por la organización Gallup entre 2013 y 2016 en 156 países extranjeros revelaron que alrededor de 147 millones de adultos se trasladarían, si pudieran, a Estados Unidos, lo que lo convierte en el país de destino más deseado por los potenciales migrantes en todo el mundo, seguido de Alemania y Canadá.

### Causas por región
En general, los inmigrantes ilegales de Latinoamérica llegan a Estados Unidos porque huyen de la inseguridad y la criminalidad en sus propios países (por ejemplo, el reclutamiento forzoso en las bandas criminales), y/o en busca de mejores oportunidades económicas. Sin embargo, a veces también se produce por la opresión política. De Asia, vienen por razones económicas y para escapar de gobiernos autoritarios. Del África subsahariana, la mayoría viene por oportunidades económicas. De Europa del Este, vienen principalmente por oportunidades económicas y para reunirse con la familia que ya se encuentra en Estados Unidos. Al igual que en otras regiones, también hay algunos que vienen huyendo de la guerra y los conflictos civiles.

## Separación familiar de Ilegales en los Estados Unidos
Por cuestiones de deportaciones de padres o madres de familia es común que tengan que crecer los hijos en familias separadas, con las consecuentes afectaciones a la estabilidad familiar, y fuertes choques emocionales. Generalmente se menciona el tema de la separación de familias como parte del problema del sistema migratorio, legisladores, políticos, activistas, líderes, etc. Se refieren como a un "sistema roto", entre otras cosas que ha causado el actual esquema migratorio.

## Inmigración en la antigüedad
Existen casos donde las familias son separadas al estar uno o 2 de los padres de forma migratoria irregular en Estados Unidos, al ser aprehendido y deportado, pero también existen casos donde uno de los 2 padres puede ser ciudadano, pero al existir la "Ley Del Castigo" la cual puede penalizar hasta con 10 años por haber estado ilegalmente, evitaba a las personas a hacer esos trámites.
En el caso de los que califican para una visa de inmigrante por medio del cónyuge o por sus hijos, si estuvo ilegalmente en los Estados Unidos debe presentar un perdón mejor conocido en inglés como "I-601A waiver " y una vez aprobado salir del país y regresar al consulado natal en sus países de origen para solicitar la visa de inmigrante.
Sin duda alguna la migración ilegal es un problema mundial. Particularmente en Estados Unidos los migrantes ilegales tienen que tomar decisiones difíciles al querer buscar "The American Dream". La mayoría en común tienen que dejar familiares y arriesgar la vida en la travesía, muchos de ellos tristemente no lo logran y los que lo hacen se encuentran con muchas dificultades. Llegan usualmente a hacer trabajos muy físicos y algunas veces de alto riesgo. Pero los más importante es lo que cada uno de estos migrantes pasa emocionalmente, la mayoría en algún momento u otro sufre de nostalgia por la familia que dejó atrás en su país de origen y si deciden tener su familia en Estados Unidos siempre viven con la incertidumbre si el día de mañana todavía van a estar juntos o van a ser separados.

## Niños separados de sus padres en 2018
En el contexto de las reformas migratorias del Gobierno de Estados Unidos de Donald Trump, más de dos mil niños han sido separados de sus padres desde abril de 2018. En los últimos días, la discusión pública sobre la retención de niños en campamentos de la Patrulla Fronteriza  se ha incrementado debido a la publicación de un audio en el que se escuchan niños llorando y suplicando por sus padres y de una foto de una niña de dos años llorando cuando su madre era requisada al cruzar la frontera. Aunque esta medida es desaprobada por el 67% de la población estadounidense, la administración del presidente Donald Trump la ha defendido, dando razones de seguridad nacional e incluso bíblicas.
No se trata de casos aislados, sino de una política sistemática de tolerancia cero que contempla la separación de los niños en los procesos detención de inmigrantes. Dicha práctica ha sido calificada como cruel e inhumana por miembros del propio Partido Republicano al publicarse fotos de un centro de reclusión en Texas que mantenía niños encerrados en jaulas. La ONU ha criticado esta política sin mencionar a Estados Unidos, pero usando el argumento de la Asociación Estadounidense de Pediatras que ha calificado el trato a estos menores como un abuso que puede causar daños irreparables en sus vidas.

## Películas
- La misma luna
- Pan y Rosas
- Paraíso Travel

## Series de televisión
- Mujer, casos de la vida real Capítulo: "Hotel abandonado"